# Partizán (Krasnodar)
Partizán (del ruso: Партизан) es un jútor del raión de Gulkévichi del krai de Krasnodar, en el sur de Rusia. Está situado en la orilla izquierda del río Zelenchuk Treti, frente a Zhuravliov, 26 km al suroeste de Gulkévichi y 116 km al este de Krasnodar, la capital del krai. Tenía 2 habitantes en 2010.
Pertenece al municipio Skobelevskoye.